# ایگناسیو ده لا گارسا
ایگناسیو ده لا گارسا (اسپانیایی: Ignacio de la Garza‎؛ ۱۹۰۵ – درگذشته نامشخص) بازیکن فوتبال اهل مکزیک بود.
وی همچنین در تیم ملی فوتبال مکزیک بازی کرده‌است.